# Wraca
Wraca (bułg. Враца) – miasto w północno-zachodniej Bułgarii, stolica obwodu Wraca, na północno-zachodnim przedgórzu Starej Płaniny (pasmo Wraczańska Płanina).
Miasto zamieszkuje około 71,3 tys. mieszkańców; przemysł drzewny, spożywczy, włókienniczy (głównie jedwabniczy), skórzany, metalowy; w okolicy uprawa morwy i hodowla jedwabników; na południe od miasta (w Elisejnie) wydobycie i hutnictwo rud miedzi, cynku i ołowiu; we Wraczańskiej Płaninie rozwinięte pasterstwo owiec.
Również we Wraczańskiej Płaninie słynna jaskinia krasowa Ledenika stanowiąca uczęszczany obiekt turystyczny.

## Kultura
W Regionalnym Muzeum przechowywany jest zarówno skarb z Mogiłanskiego Kurhanu jak i skarb rogozeński.

## Miasta partnerskie
- Sumy, Ukraina
- Krajowa, Rumunia
- Kobryń, Białoruś
- Bor, Serbia
- Frankfurt nad Odrą, Niemcy[3]